# Ventilago pauciflora
Ventilago pauciflora är en brakvedsväxtart som beskrevs av Pitard. Ventilago pauciflora ingår i släktet Ventilago och familjen brakvedsväxter. Inga underarter finns listade i Catalogue of Life.